# Fred Suter
Fred Suter (Suíça, 4 de novembro de 1947 — Rio de Janeiro, 30 de dezembro de 2011), foi um jornalista, especializado na área do colunismo social.

## Biografia
Começou sua carreira no Jornal do Brasil, onde ingressou como relações-públicas de Manuel Francisco do Nascimento Brito, função que exerceu durante oito anos. 
Trabalhou durante 23 anos na coluna "Zózimo", no JB, editada por Zózimo Barroso do Amaral. Também atuou no jornal O Globo, colaborando com a "Coluna do Swann".
Por dez anos assinou coluna com seu próprio nome no jornal "O Dia". Estava escrevendo sua coluna na revista de Joyce Pascowitch, quando teve que se afastar, em maio de 2010, por motivo de saúde . Fred foi diagnosticado posteriormente como sofrendo do Mal de Alzheimer. 
Segundo jornalistas , "Fred foi uma pessoa divertidíssima em seu jeito muito Fred de ser: irônico, mordaz, sutil. Era extremamente generoso. Seu humor peculiar era evidente nas milhares e milhares de notas que escreveu ao longo da vida. Zózimo Barrozo do Amaral e Fred Suter foram uma dupla literalmente do barulho – e muito do que hoje se atribui apenas ao Zózimo saiu da cachola do Fred".
Em 4 de novembro de 2011, dia de seu aniversário de 64 anos, foi internado no Hospital Estadual Albert Schweitzer, em Realengo, com pneumonia, falecendo às 5h45m de 30 de dezembro do mesmo ano, vítima de síndrome consumptiva (perda de peso acentuada involuntária). Seu corpo foi sepultado no jazigo de seus pais, no Cemitério São João Batista, em Botafogo . Fred não deixou filhos.